# Коранси
Коранси (фр. Corancy) насеље је и општина у источном делу централне Француске у региону Бургоња, у департману Нијевр која припада префектури Шато Шенон (град).
По подацима из 2011. године у општини је живело 313 становника, а густина насељености је износила 10,38 становника/km². Општина се простире на површини од 30,15 km². Налази се на средњој надморској висини од 400 метара (максималној 730 m, а минималној 322 m).

## Демографија
| 1962. | 1968. | 1975. | 1982. | 1990. | 1999. | 2011. |
| ----- | ----- | ----- | ----- | ----- | ----- | ----- |
| 422   | 484   | 428   | 419   | 404   | 366   | 313   |

График промене броја становника у току последњих година